# Церковь Рождества Христова (Почеп)
Церковь Рождества Христова — не сохранившийся православный храм, располагавшийся в селе Почеп Торопецкого района Тверской области.

## История
Деревянный храм в селе Почеп был построен в 1868 году. Есть также данные, что на этом месте и раньше располагался одноимённый деревянный храм. Имел два престола: во имя Рождества Христова и во имя Николая Чудотворца.
В 1876 году храм имел 842 прихожанина (407 мужчин и 435 женщин), в 1879 году — 954 (462 мужчины и 492 женщины).
Храм сгорел в 1987 году. Сохранились остатки фундамента и ступеней, несколько сгнивших прицерковных построек, на месте алтаря установлен деревянный крест.

## Духовенство
В разные годы в храме служили:
- Священник Иаков Симеонович Суворов
- Священник Александр Алексиевич Алмазов
- Священник Иоанн Крылов (1896—1902)
- Священник Михаил Успенский (20.06.1902 — 20.04.1904)
- Священник Александр Преображенский (25.05.1904 — 29.09.1907)
- Священник Михаил Введенский (29.10.1907 — 16.05.1911)
- Священник Никандр Симеонович Гривский (06.02.1912 — 1913)